# Списък с картини на Караваджо
Това е хронологичен списък с картините на италианския художник Караваджо.
- Натюрморт с цветя и плодове (1590)  – Маслени бои/платно, 105 x 184 cm – Галерия Боргезе, Рим
- Момче бели плод (ок. 1593)  – Маслени бои/платно, 75,5 x 64,4 cm – Колекцията Лонги, Рим
- Момче с кошница с плодове (1593)  – Маслени бои/платно, 70 x 67 cm – Галерия Боргезе, Рим
- Младият Бакхус, болен (ок. 1593)  – Маслени бои/платно, 67 x 53 cm – Галерия Боргезе, Рим
- Картоиграчи (1594) (Музей на изкуството Кимбъл, Форт Уорт) [1]
- Момче, ухапано от гущер (1594)  – Маслени бои/платно, 66 x 49,5 cm – Национална галерия, Лондон
- Св. Франциск от Асизи в екстаз (1595)  – Маслени бои/платно, 92,5 x 128,4 cm – Wadsworth Atheneum, Хартфорд
- Музикантите (1595 – 1596)  – Маслени бои/платно, 92 x 118,5 cm – Музей Метрополитан, Ню Йорк
- Бакхус (ок. 1596)  – Маслени бои/платно, 95 x 85 cm – Уфици, Флоренция
- Лютнист (ок. 1596)  – Маслени бои/платно, 94 x 119 cm – Ермитаж, Санкт Петербург
- Гадателката (1596)  – Маслени бои/платно, 115 x 150 cm – Лувър, Париж
- Отдих на път за Египет (1596 – 1597)  – Маслени бои/платно, 133,5 x 166,5 cm – Галерия Дория Панфили, Рим
- Каещата се Магдалена (1596 – 1597)  – Маслени бои/платно, 122,5 x 98,5 cm – Галерия Дория Панфили, Рим
- Гадателката (1596 – 1597)  – Маслени бои/платно, 99 x 131 cm – Пинакотека Капитолина, Рим
- Кошница с плодове (ок. 1597)  – Маслени бои/платно, 46 x 64 cm – Пинакотека Амброзиана, Милано
- Св. Екатерина Александрийска (1597)  – Маслени бои/платно, 173 x 133 cm – Тисен Борнемиса, Мадрид
- Давид и Голиат (1597 – 1598)  – Маслени бои/платно, 116 x 91 cm – Прадо, Мадрид
- Портрет на придворна дама (ок. 1598)  – Маслени бои/платно, 66 x 53 cm – Частна колекция
- Юдит обезглавява Олоферн (ок. 1598)  – Маслени бои/платно, 145 x 195 cm – Национална галерия за антично изкуство, Рим
- Марта и Мария Магдалена (ок. 1598)  – Маслени бои/платно, 97,8 x 132,7 cm – Институт за изкуствата, Детройт
- Медуза (1598 – 1599)  – Маслени бои/платно на дървена подложка, 60 x 55 cm – Уфици, Флоренция

- Нарцис (1598 – 1599)  – Маслени бои/платно, 110 x 92 cm – Национална галерия за антично изкуство, Рим

- Юпитер, Нептун и Плутон (1597 – 1600)  – Фреска на тавана, платно, 300 x 180 cm – Казиното Бонкомпани Лудовизи, Рим

- Портрет на Матео Барберини (папа Урбан VIII) (1599)  – Маслени бои/платно, 124 x 99 cm – Частна колекция
- Призоваването на св. Матей (1599 – 1600)  – Маслени бои/платно, 323 x 343 cm – църквата Сан Луиджи дей Франчези, Рим
- Мъченичеството на Св. Матей (1599 – 1600)  – Маслени бои/платно, 323 x 343 cm – църквата Сан Луиджи дей Франчези, Рим
- Юноша с лютня (vers 1600)  – Маслени бои/платно, 100 x 126,5 cm – Метрополитан, Ню Йорк
- Обръщането на св. Павел (1600)  – Маслени бои/кипарисова подложка, 237 x 189 cm – Колекцията Одескалки Балби, Рим
- Обръщането по пътя за Дамаск (1600)  – Маслени бои/платно, 230 x 175 cm – Капелата Черази, Санта Мария дел Пополо, Рим
- Младият св. Йоан Кръстител на извора (1600)  – Маслени бои/платно, 129 x 94 cm – Музей Капитолини, Рим
- Разпването на св. Петър (1600)  – Маслени бои/платно, 230 x 175 cm – Капелата Черази, Санта Мария дел Пополо, Рим
- Вечеря в Емаус (1601) (Национална галерия, Лондон) [2]
- Жертвоприношението на Исак (1601 – 1602)  – Маслени бои/платно, 104 x 135 cm – Уфици, Флоренция
- Тома Неверни (1601 – 1602)  – Маслени бои/платно, 107 x 146 cm – Сансуси, Потсдам
- Св. Матей и ангелът (1602)  – Маслени бои/платно, 232 x 183 cm – Капела Контарели, Сан Луиджи дей Франчези, Рим
- Вдъхновението на св. Матей (1602)  – Маслени бои/платно, 292 x 186 cm – Сан Луиджи дей Франчези, Рим
- Залавянето на Христос (1602) (Национална галерия на Ирландия, Дъблин)
- Всепобеждаващата любов (1603) (Градски музей, Берлин) [3]
- Коронясването с трънния венец (1602 – 1603)  – Маслени бои/платно, 125 x 178 cm – Спестовната каса, Прато
- Полагането в гроба (1602 – 1603)  – Маслени бои/платно, 300 x 203 cm – Ватиканска Пинакотека
- Христос в Гетсиманската градина (1603)  – Маслени бои/платно, 154 x 222 cm – Частна колекция
- Св. Йоан Кръстител (1603 – 1604)  – Маслени бои/платно, 94 x 131 cm – Национална галерия за антично изкуство, Рим
- Св. Йоан Кръстител (1604)  – Маслени бои/платно, 172,5 x 104,5 cm – Музей на изкуствата Нелсън-Аткинс, Канзас
- Призоваването на св. Петър и св. Андрей (ок. 1604)  – Маслени бои/платно, 140x 176 cm – Хемптън корт, Лондон

- Богородица на поклонниците (1603 – 1605)  – Маслени бои/платно, 260 x 150 cm – църквата Свети Августин, Рим
- Жертвоприношението на Исак (1605)  – Маслени бои/платно, 116 x 173 cm – Колекцията Пясецка-Джонсън, Университет Принстън
- Богородица с Младенеца и св. Анна (1606)  – Маслени бои/платно, 292x 211 cm – Галерия Боргезе, Рим
- Св. Йероним (ок. 1606)  – Маслени бои/платно, 112 x 157 cm – Галерия Боргезе, Рим
- Ето Човека (ок. 1606)  – Маслени бои/платно, 128 x 103 cm – Палацо Бианко, Генуа
- Св. Франциск (1606)  – Маслени бои/платно, 125 x 93 cm – Национална галерия за антично изкуство, Рим
- Св. Франциск (1606)  – Маслени бои/платно, 190 x 130 cm – Пинакотека, Кремона
- Смъртта на Богородица (1606)  – Маслени бои/платно, 369 x 245 cm – Лувър, Париж
- Богородица със змията (1606)  – Маслени бои/платно, 292 x 211 cm – Галерия Боргезе, Рим
- Вечеря в Емаус (1606)  – Маслени бои/платно, 141 x 175 cm – Пинакотека „Брера“, Милано
- Христос на стълба (ок. 1607)  – Маслени бои/платно, 134,5 x 175,5 cm – Музей на изящните изкуства, Руан
- Св. Йероним (1605 – 1606)  – Маслени бои/платно, 112 x 157 cm – Галерия Боргезе, Рим
- Давид (1606 – 1607)  – Маслени бои/дърво, 90,5 x 116 cm – Музей на историята на изкуството, Виена
- Саломе с главата на св. Йоан Кръстител (ок. 1607)  – Маслени бои/платно, 90,5 x 167 cm – Национална галерия, Лондон
- Бичуването на Христос (1607) ( Национален музей и галерия на Каподимонте,Неапол) [4]
- Седемте милосърдни дела (1607) ( Пио Монте дела Мизерикордия (галерия),Неапол) [5]
- Разпването на св. Андрей (1607)  – Маслени бои/платно, 202,5 x 152,7 cm – Музей на изкуствата, Кливланд
- Богородица с броеницата (1607)  – Маслени бои/платно, 364,5 x 249,5 cm – Музей на историята на изкуството, Виена
- Пишещият св. Йероним (1607)  – Маслени бои/платно, 117 x 157 cm – Ко-Катедралата Св. Йоан Кръстител, Валета, Малта
- Св. Йоан Кръстител на извора (1607 – 1608)  – Маслени бои/платно, 100 x 73 cm – Колекция Бонело, Малта
- Портрет на Алоф де Винякур и неговия паж (1607 – 1608)  – Маслени бои/платно, 195 x 134 cm – Лувър, Париж
- Портрет на Алоф де Винякур (1608)  – Маслени бои/платно, 118,5 x 95,5 cm – Галерия Палатина(Палацо Пити), Флоренция

- Обезглавяването на св. Йоан Кръстител (1608)  – Маслени бои/платно, 361 x 520 cm – Ко-Катедралата Св. Йоан Кръстител, Валета, Малта
- Погребението на св. Лучия (1608)  – Маслени бои/платно, 408 x 300 cm – Санта Лучия, Сиракуза
- Заспалият Амур (1608)  – Маслени бои/платно, 71 x 105 cm – Галерия Палатина (Палацо Пити), Флоренция
- Вадене на зъб (1607 – 1609)  – Маслени бои/платно, 139,5 x 194,5 cm – Уфици, Флоренция
- Възкресението на Лазар (1608 – 1609)  – Маслени бои/платно, 380 x 275 cm – Национален музей, Месина
- Благовещение (1608 – 1609)  – Маслени бои/платно, 285 x 205 cm – Музей на изящните изкуства, Нанси
- Поклонението на влъхвите (1609) (Национален музей, Месина) [6]
- Рождество със св. Франциск и св. Лаврентий (1609)  – Маслени бои/платно, 268 x 197 cm – открадната от Палермо през 1969 г.
- Давид с главата на Голиат (1609)  – Маслени бои/платно, 125 x 101 cm – Галерия Боргезе, Рим
- Саломе с главата на св. Йоан Кръстител (1609)  – Маслени бои/платно, 116 x 140 cm – Кралският дворец, Мадрид
- Отричането на св. Петър (1610)  – Маслени бои/платно, 94 x 125 cm – Метрополитан, Ню Йорк
- Св. Йоан Кръстител (1610)  – Маслени бои/платно, 159 x 124 cm – Галерия Боргезе, Рим
- Мъченичеството на св. Урсула (1610)  – Маслени бои/платно, 154 x 178 cm – Палацо Дзевалос,Неапол
- Св. Йоан Кръстител (?)  – Маслени бои/платно, 102,5 x 83 cm – Öffentliche Kunstsammlung, Базел
- Коронясване с трънния венец (?)  – Маслени бои/платно, 165,5 x 127 cm – Музей на историята на изкуството, Виена